# Fully Integrated Robotized Engine

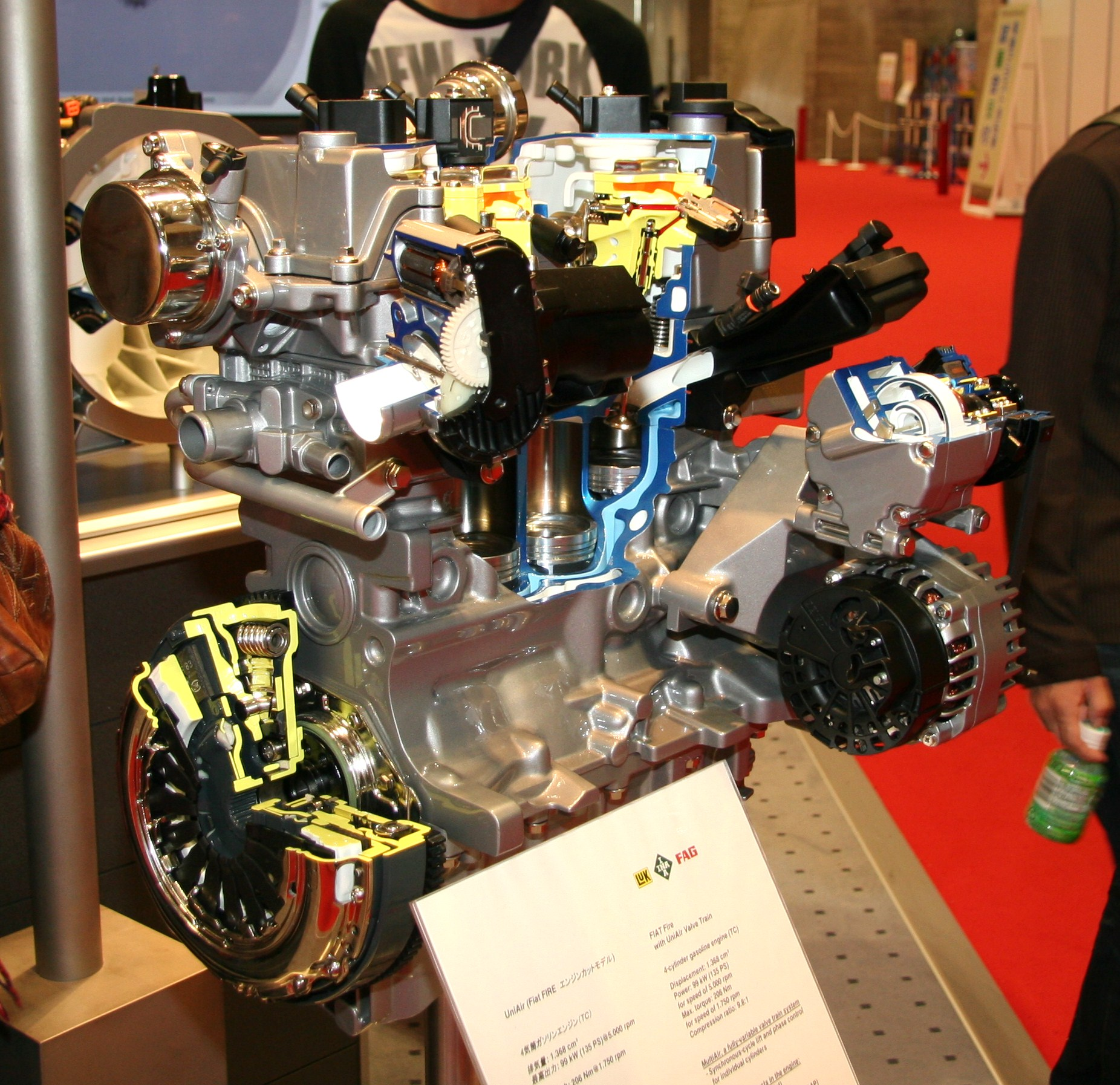
Fully Integrated Robotized Engine

Der FIRE-Motor (für engl. „Fully Integrated Robotised Engine“) ist eine Motorserie der Fiat Powertrain Technologies. Das italienische Designbüro Rodolfo Bonetto wirkte bei der Konstruktion mit. Der Motor wurde vollautomatisiert auf einer Roboterstraße zusammengebaut („Robogate“), dadurch wurde er in der Herstellung günstiger als sein Vorgänger.
Der FIRE ersetzte Mitte der Achtzigerjahre den kleinen Fiat OHV-Motor, der in seinen Grundzügen noch auf den Motor des Fiat 600 zurückgeht. Der FIRE ist ein 4-Zylinder-Reihenmotor mit fünf Hauptlagern, Graugussblock und zahnriemengetriebener obenliegender Nockenwelle in einem Leichtmetallzylinderkopf mit parallel hängenden Ventilen und Tassenstößeln.
Der Motor wird seit 1985 in verschiedensten Versionen gebaut, mit Hubräumen von 769 bis 1368 cm³ mit acht Ventilen und in der sogenannten „Super-FIRE“-Version mit 16 Ventilen mit 999 cm³ (Brasilien) und 1242 cm³ (Brasilien und Europa).
Eingeführt wurde der Motor im Y10 (1985) der Fiat-Konzerntochter Lancia, gefolgt vom Fiat Uno (1985) und Fiat Panda (1986).
Die 1368-cm³-Version, die 2003 eingeführt wurde, ist sowohl mit acht wie auch mit 16 Ventilen verfügbar; 2005 stellte Fiat eine Version mit Schaltsaugrohr und Abgasrückführung vor. Dieser Motor wird gemeinhin „Starjet“-Motor genannt. Ebenso 2005 wurde eine mit Turbolader aufgeladene 1368-cm³-Version, genannt „T-Jet“-Motor, vorgestellt, gefolgt 2009 von einem Motor mit dem elektrohydraulischen Ventil-Steuersystem Multiair.
Das Gemisch des FIRE kam anfänglich aus einem Einfachvergaser von Weber. Über die Jahre wurde der Motor mit Saugrohreinspritzung ausgerüstet und sukzessive zum SPI (Einpunkteinspritzung), MPI (Mehrpunkteinspritzung) und zuletzt zum SMPI (sequentielle Mehrpunkteinspritzung) weiterentwickelt. Der FIRE-Motor wird momentan in der Formula 750 in leicht modifizierter Version verwendet.

## Liste der FIRE-Motoren
Der FIRE wurde oder wird in folgenden Hubraumvarianten gebaut:
- 769 cm³ (0,8 l) mit 65 mm Bohrung und 58 mm Hub
  - eine obenliegende Nockenwelle, 8 Ventile (1986–1992)

- 999 cm³ (1,0 l) mit 70 mm Bohrung und 64,9 mm Hub
  - 8 Ventile (1986–1993)
  - 8 Ventile Saugrohreinspritzung mit einer Einspritzdüse (single-point injection, SPI), (1987–2003)
  - zwei obenliegende Nockenwellen, 16 Ventile, Saugrohreinspritzung mit einer Einspritzdüse pro Zylinder (Multi-point injection, MPI) (1998–2003, nur Brasilien)
  - 8 Ventile, MPI, Betrieb mit beliebiger Mischung aus Benzin und Alkoholen (Flex-fuel) (seit 2005, nur Brasilien)

- 1108 cm³ (1,1 l) mit 70 mm Bohrung und 72 mm Hub
  - 8 Ventile (70 mm × 72 mm) (1983–1993)
  - 8 Ventile SPI (1993–2000)
  - 8 Ventile MPI (seit 2001)

- 1242 cm³ (1,2 l) mit 70,8 mm Bohrung und 78,9 mm Hub
  - 8 Ventile MPI (1993–1999)
  - 8 Ventile SMPI (1993–2009)
  - 8 Ventile SMPI Nockenwellenverstellung (Variable valve timing, VVT), (seit 2007)
  - 16 Ventile SMPI (1998–2009)

- 1368 cm³ (1,4 l) SMPI mit 72 mm Bohrung und 84 mm Hub
  - 8 Ventile (seit 2003)
  - 8 Ventile, VVT (seit 2005)
  - 8 Ventile, Flex-fuel (seit 2005, nur Brasilien)
  - 16 Ventile (seit 2005)
  - 16 Ventile, StarJet VVT, Schaltansaugrohr (seit 2005)
  - 16 Ventile Turbolader T-Jet (seit 2006)
  - 16 Ventile MultiAir (variabler Ventilhub), (seit 2009)
  - 16 Ventile MultiAir Turbo (seit 2009)

## Verwendung
- Autobianchi Y10 (1985) 999–1.108
- Fiat Uno (1986) 999–1.108
- Fiat Panda (1986) 750-999–1.108
- Fiat Tipo (1988) 1.108
- Fiat Punto (1993) 1.108–1.242
- Fiat Cinquecento (1994) 1.108
- Fiat Brava/Fiat Bravo (1995) 1.242
- Lancia Y (1996) 1.108–1.242
- Fiat Palio (1997) 1.242
- Fiat Seicento (1998) 1.108
- Fiat Punto (1999) 1.242–1.368
- Fiat Stilo (2001) 1.242–1.368
- Fiat Panda (2003) 1.108–1.242–1.368
- Fiat Idea (2003) 1.242–1.368
- Lancia Ypsilon (2003) 1.242–1.368
- Lancia Musa (2004) 1.368
- Fiat Grande Punto (2005) 1.242–1.368
- Fiat Linea (2007) 1.368
- Fiat Bravo (2007) 1.368
- Fiat 500 (2007) 1.242–1.368
- Lancia Delta (2008) 1.368
- Fiat Fiorino (2008) 1.368
- Alfa Romeo MiTo (2008) 1.368
- Ford Ka (2008) 1.242
- Tata Indica Vista (2008) 1.242
- Tata Indigo Manza (2009-2016)  1.368
- Alfa Romeo Giulietta (Typ 940) 1.368
- Dodge Dart (2013) 1.368
- Fiat Viaggio 1.368
- Fiat 500L (2012) 1.368
- Fiat 500X (2014) 1.368
- Jeep Renegade (2014) 1.368
- Fiat Tipo/Aegea (2015) 1.368
- Fiat 124 Spider (2016) 1.368

## Produktion
Als Bestandteil der Betriebsvereinbarung 2009 begann Chryslers kommerzielle Produktion des FIRE im Werk Dundee in Michigan. Chryslers erste FIRE-Variante, ein 100 PS 1,4-liter FIRE Multiair, wurde als erstes im Fiat 500 2010 vorgestellt.